# Tóru Nogami
Tóru Nogami (japonsky 野上 透 Nogami Tóru, * 1935) je japonský portrétní fotograf. Jeho fotografie jsou ve sbírkách jako například: Univerzity Nihon, Jokohama Civic Art Gallery nebo Tokijské muzeum fotografie.

## Životopis
Věnoval se portrétní fotografii, během svého tvůrčího života pořídil portréty romanopisců, kritiků, básníků a dalších literárních osobností. Patřili mezi ně takoví autoři jako: Haruo Sato, Hirojuki Icuki, Jukio Mišima, Rjótaro Šiba, Šusaku Endo, Tomiko Mijao, Jasuši Inoue, Jodžiro Išizaka, Chogoro Kaiondži, Jundži Kinošita, Toko Kon, Seičo Macumoto, Kuniko Mukita, Kensaburo Oe, Oensaburo Oe nebo Rinzo Šiina.